# Laidlawia polygenia
Laidlawia polygenia is een platworm (Platyhelminthes). De worm is tweeslachtig. De soort leeft in het zoute water.
Het geslacht Laidlawia, waarin de platworm wordt geplaatst, wordt tot de familie Laidlawiidae gerekend. De wetenschappelijke naam van de soort werd voor het eerst geldig gepubliceerd in 1938 door Palombi.